# Живот на Марсу
Вековима су људи нагађали о могућности постојања живота на Марсу  због близине те планете и њене сличности Земљи. Озбиљна трагања за траговима живота почела су у 19. веку, а настављају се путем телескопских истраживања и слетања на површину те планете. Док су се рани радови фокусирали на феноменологију и били на граници фантастике, модерна научна истраживања фокусирају се на потрагу за хемијским траговима живота у тлу и стенама, те потрагу за гасовима - биомаркер има у атмосфери .
Марсовци се врло често јављају у популарној култури током 20. и 21. века, а питање да ли на Марсу постоји живот или је он тамо некада постојао и данас остаје отворено.

## Рана нагађања
Ледени покривачи на Марсовим половима први пут су примећени већ средином 17. века, а у касном делу 18. века Вилхелм Хершел је доказао да се периодично растварају и смрзавају. До средине 19. века, астрономи су знали да Марс има одређене сличности са Земљом - на пример, сличну дужину трајања дана. Такође су знали да је његов нагиб сличан Земљином, што значи да је пролазио кроз годишња доба као и Земља, али су она била готово двоструко дужа зато што једном година на Марсу траје много дуже него на Земљи. Та посматрања довела су до повећања у нагађањима да су тамнији делови Марса покривени водом, а да су светлији копно. Према томе било је природно претпоставити да би неки облик живота могао настањивати Марс.

## Мисије

### Маринер 4
Проба Маринер 4 је 1965. извела први успешан прелет планете Марс, при чему је направила прве слике његове површине. Фотографије су показале сув Марс, без река, океана или било каквих знакова живота. Надаље, откривено је да је површина (или барем њени фотографисани делови) покривена кратерима, што указује на недостатак тектонске активности и било каквог атмосферског утицаја на стене током посљедне четири милијарде године. Проба је такође открила да Марс нема глобално магнетно поље које би га заштитило од смртоносног свемирског зрачења. Проба је успела израчунати и атмосферски притисак на тој планети (око 0,6 kPa, док Земља има 101,3 kPa), што значи да вода у течном стању на њеној површини не може постојати. Након пробе Маринер 4, потрага за животом на Марсу прешла је у потрагу за бектериоликим живим организмима, а не вишећелијске, будући да је станиште очито било превише сурово за њих.

### Орбитер Викинг
Текућа вода неопходна је за постојање живота каквог ми познајемо и за метаболизам, па стога ако је на Марсу она била присутна, шансе да је на њему постојао живот можда би биле детерминантно. Орбитер Викинг су у многим областима открили доказе постојања могућих речних долина, трагова деловања ерозије, те, на јужној хемисфери разгранате потоке.

### Експерименти сонде Викинг
Главна мисија сонде Викинг средином 1970-их била је да изведу експерименте којима би се утврдило присуство микроорганизама у марсовском тлу, будући да су услови за развој вишећелијског живота ту нестали пре неких четири милијарде година. Трагало се за микробима сличним онима на Земљи. Од четири експеримента, само је експеримент ЛР донео позитивне резултате, показавши повећану производњу 14CO2 при првом излагању тла води и хранљивим материјама. Сви научници су почели да се слажу са две тачке мисије Викинг: да је у експерименту ЛР добијен радиоозначени 14CO2, те да ГЦ-МС није открио органске молекуле. Међутим, постоје врло различита тумачења по питању тога на шта ти докази указују.

### Фотоенергија далеког Сунца
Године 1997. обављена је наредна мисија слетања сонде на Марс тзв. mars pathfinder. Сонда је била ближа концепцији совјетске сонде Марс 3. Улазак петфајндера у Марсову атмосферу извршен је директно са међународне путање брзином од 7,26 . Сонда је ударала о тло брзином од 14 m/s, и петнаест пута одскакивала док се није умирила, а ваздушни јастуци издували. Послала је снимке околине, а мали експериментални rover sojourner је охрабрио NASA-у да приступи следећим мисијама, слетању rover spirit и oportuniti, 2004. године.
Они су за улазак у Марсову атмосферу, спуштање и приземљење користили исту технику као и петфајндер. Капсуле пречника 2,65 m су ушле у атмосферу директно брзином од 5,4 и 5,5 km/s, укупне масе по око 830 kg, после исте EDL (по терминологији NASA-е: entry, descent, landing) процедуре и коначног приземљења на ваздушним јастуцима и постављања у одговарајући положај, са рампре су сишли ровери масе 185 kg.
Спирит I опортунити су прешли километре по Марсовом тлу, покретани фотоенергијом далеког Сунца која је преко соларних панела претварана у електричну енергију, пунила акумулаторе и покретала електромоторе. Послали су снимке околине и бројне подакте о саставу тла и дали део одговора о прошлости Марса. Следећа сонда која је послата на Марс је „феникс“ , која је 2008. године слетела на Марсову северну поларну област. Та капсула је била истог типа и пречника као и код петфајндера I ровера спирит I опортјунити. Ландер феникс је имао масу од 360 kg (од тога, 59 kg научних инструмената). Успешно је снимио околину, послао пуно метеоролошких података и открио водени лед испод прашњаве површине.
Следећа мисија слетања сонде на Марс обављена је 1997. године. Улазак ове сонде укупне масе капсуле и лендера од 584 kg у Марсову атмосферу извршен је директно са међупланетарне путање брзином од 7,26 . Сонда је ударила брзином о тло од 14 m/s, петнаест пута одскакивала док се није смирила, а ваздушни јастуци издували, послала је снимке околине. Godine 2004, NASA је приступила новој мисији, слетању Ровер Спирит и Опортунитy. Ровер Спирит и Опортунитy прешли су километре по Марсовом тлу покретани фотоенергијом далеког сунца која је преко соларних панела претворена у електричну енергију, пунила акумулаторе и покретала електромоторе. Оне су послале снимке околине и многе податке о саставу тла и дали део одговора о прошлости Марса. Следећа сонта послата на Марс је феникс, она је 2008. године слетела на Марсову северну поларну област. Имала је масу од 360 kg (од тога, 59 kg научних инструмената). Успешно је снимила околину послала пуно метеорлошких података и тада је откривен водени лед испод прашњаве површине.

### Слетање Феникса (2008)
У склопу мисије Феникс, 25. маја 2008. је у поларне пределе Марса спуштена летелица, која је функционисала до 10. новембра 2008. године. Један од два главна циља те мисије била је потрага за "настањиву зоном" у марсовском реголиту, где би микроорганизми могли преживети, док је други циљ био истраживање геолошке историје воде на Марсу. Лендер је имао роботску руку дужине 2,5 m, способну за ископавање плитких бразда у реголит. Проведен је електрохемијски експеримент у којем су анализирани јони у реголит, те количине и врста антиоксиданаса на Марсу. Подаци програма Викинг указују на то да би оксиданси на Марсу могли варирати зависно од географске ширине, с обзиром на то да је Викинг 2 на својој севернијој позицији пронашао мање оксиданаса него Викинг 1. Феникс је слетео још северније.

## Метеорити
НАСА одржава каталог од 34 метеорита са Марса. То су врло важни предмети будући да су они једини доступни физички примерци површине Марса. Истраживања која је спровео НАСА-ин Свемирски центар Џонсон показују да три метеорита садрже потенцијалне доказе да је на Марсу пре било живота, у облику микроскопских структура које личе на фосилизоване бактерије (такозвани биоморфи). Иако су прикупљени докази веродостојни, постоје различита схватања истих. До данас ни један од првобитних научних доказа за хипотезу да су биоморфи егзобиолошког порекла (тзв. Биогеничка хипотеза) није ни оповргнут нити је за њега пронађено небиолошке објашњење.
Током неколико деценија установљено је седам критеријума за препознавање изумрлог живота у геолошким примерцима. Ти критеријуми су:
1. Да ли је геолошки контекст примерка упоредив са изумрлим животом?
2. Да ли је старост примерка и његова стратиграфска локација упоредива са могућим животом?
3. Да ли примерак садржи доказе ћелијске морфологије и колонија?
4. Има ли трагова биоминерала који показују хемијску или минералну неравнотежу?
5. Има ли трагова стабилних изотопних шаблона јединствених за биологију?
6. Јесу ли присутни органски биомаркери?
7. Јесу ли те особине јединствене за тај примерак?

Како би се прихватило постојање изумрлих живих бића у неком примерку, морају се задовољити или сви или већина поменутих услова. Ни један примјерак са Марса није испунио све услове, али истраживања су још увек у току.
Од 2010. врше се поновна истраживања биоморфа пронађених у три марсовска метеорита, и то помоћу инструмената за анализирање напреднијих од оних који су се пре користили. Научници који воде то истраживање у Свемирском центру Џонсон веровали су да ће пре краја те године у метеоритима пронаћи дефинитивне доказе изумрлог живота на Марсу.

### Метеорит АЛХ84001.
Чланови пројекта АНСМЕТ су у децембру 1984. на Антарктику пронашли метеорит АЛХ84001; тежио је 1,93 kg. Тај примерак је пре неких 17 милиона година одломљен од Марса и провео је 11.000 година у или на антарктичким леденим покривачима. Анализе његовог састава које је спровела НАСА показале су присуство једне врсте магнетита који се на Земљи може наћи само у местима где су присутни одређени микроорганизми. Онда је у аугусту 2002. још један НАСА-ин тим под вођством Кејти Томас-Кептра објавио је истраживање које је показало да се 25% магнетита у АЛХ 84001 јавља у маленим, једноликим кристалима који се на Земљи вежу само за биолошку активност, а да је остатак магнетита уобичајени неоргански магнетит. Техника екстракције није омогућила одређивање да ли је магнетит (могуће биолошког порекла) био организован у ланце, као што је за очекивати. Метеорит показује трагове секундарне минерализације помоћу воде на релативно ниској температури, те предтерестријалне алтерације путем воде. Пронађени су трагови полицикличних ароматичних угљоводоника, чија се количина смањивала ближе површини.

## Гејзири на Марсу
Сезонско залеђивање и отапање јужних ледених покривача резултира формирањем пауколиких зракастих канала које сунчева светлост изрезбари на леду дебелом 1 метар. Потом прочишћени CО2 (а вероватно и вода) повећавају унутрашњи притисак и стварају ерупције сличне гејзирским, при чему избацују хладне течности, често помешане са тамним базалту или блатом. Тај процес је веома брз - одвија се у распону од неколико дана, седмица или месеци - што је врло необична стопа раста у геологији, а нарочито за Марс.

## Услови живота на Марсу
Занимање за планету Марс је увек било велико. Када су сонде почеле да шаљу слике и податке, настало је најпре велико разочарење због открића да на површини не постоје трагови ранијих истраживања ни остаци марсовске цивилизације (Маринер 4), а такође јер нема ни примитивних облика живота (Викинг 1 и 2). Лабораторије сонди Викинг извршили су биохемијске експерименте који су потврдили да не постоји било какав облик биолошких или активних органских молекула у узорцима тла.
Последњих година, прикупљено је на Антарктику неколико метеорита који су вероватно марсовског порекла. Један од најчуднијих је ALH84001. У лето 1996. године, неколико истраживача Насе потврдило је да се у Марсовој унутрашњости фосилне структуре настале биолошком активношћу. Пронађене су и неке минералне структуре које би могле бити остаци активности бактерија које су постојале на Црвеној планети милијардама година раније. Молекули који се стручно називају полициклични ароматични угљоводоници сведоче о распадању неких прилично сложених органских једињења; пронађено је и више наслага магнетита и сулфида гвожђа, које на Земљи производе анаеробне бактерије. То би представљао први доказ живота. Чланак објављен 1998. године баца сенку сумње на ове резултате, износећи да је метеорит за време свог боравка на Земљи претрпео контаминацију већу од првобитно процењене.

## Људи ће заиста постати марсовци
Истраживање Марса америчким космичким сондама типа Маринер је показало да су и на Марсу услови знатно неповољни него што се претпостављало. Атмосферски притисак на његовој површини износи око 7 Мb, што је десет пута мање од ранијих процена. Први насељеници би морали да живе у просторима испод површине, на дубини од бар 10 m. Пошто тај начин живота није сасвим одговарајући, јавиле су се идеје о планетарном инжењерингу који би Марс учинио повољним за живот. Процес емисије гасова стаклене баште који на Земљи доводи до глобалног загревања, на Марсу би претпостављао почетак топљења смрзнутог СО2. На поларним капама и стварање атмосфере од тог гаса са притиском 0.5 до 1 bar и температуром на екватору изнад 0*С.
Да би се Марс загрејао до нивоа температуре блиске земљиној, на њега треба да се усмери сунчево зрачење рефлектовано са космичких огледала. Величина огледала би била толико мања уколико би била ближа Сунцу. Такав систем би могао да рефлектује светлост инфра црвеног зрачења Сунца према Марсу без поремећаја дана и ноћи у њему. Формирање облака, загревање воде, загревање површине и почетак топљења леда и падавине створили би речне токове који би уништи постојећи рељеф Марса. У присуству течне воде, а с обзиром да је највећи део Марсове површине прекривен слојевима прашине дебљине по неколико километара, СО2 би се брзо везао у карбонат гвожђа, чији оксид чини 14% Марсовог реголита. Кисеоника на Марсу има у оксидима Fe и он би се могао ослободити загревањем површине која испуњава велике кратере. То би се постигло усмереним топлотним зрачењем са великих соларних огледала при чему би споредан производ било Fe, али проблем је недостатак 2. Пре 4 до 3 милијарди година, Марс је због своје мале силе гравитације изгубио готово сав N2 из атмосфере.

## До Марса и назад
Марс је због своје сличности са Земљом одувек био интересантан научницима. Упркос девет пута мањој маси и температури нижој просечно 60 °C од наше планете, услови на Марсу нису препрека раду технике и боравку човека уз одговарајућу заштиту. Захваљујући развоју астронаутике, до сада је на Марсову површину спуштено седам космичких сонди. Уколико се будућим развојем технике спусте и модули са људском посадом, Марс ће, као и Земља, постати ново место људског боравка.

## Право у пешчану олују
Да би се сонде успешно спустиле на Марсову површину било је потребно решити бројне проблеме. Једна од успешних мисија била је спуштање ровера кјуриозити. Марс је окружен ретком угљен-диоксидном атмосфером, притисак на површини је око 130 пута мањи него на Земљиној површини, а густина те атмосфере је око 100 пута мања од Земљине. Због постојања тако ретке атмосфере, брзина космичке летелице која прилази Марсу и убрзава под дејством његове гравитације се може смањити аерокочењем, што захтева одговарајућу заштиту у виду термичког штита. Садашње космичке сонде улазе у Марсову атмосферу директно са међупланетарне путање, брзинама од 5.6 до 7 km/s. Чак 99% њихове кинетичке енергије се конвертује у топлоту захваљујући аерокочењу преко аероштита. После смањења брзине на око 500 m/s, отвара се падобран који смањује брзину на мање од 100 m/s, а затим се завршно заустављање обавља ретроракетама. Ретка Марсова атмосфера не омогућава успоравање падобраном све до малих брзина, као у случају капсула које се враћају на Земљу (на пример Сојуз). Марсов рељеф ствара додатни проблем, јер се завршно атмосферско кочење обавља до висине од 10 km изнад средњег нивоа планете, а поједини вулкански региони су виши за 20 km изнад тог нивоа.
Први покушаји спуштања сонди на Марсову површину су објављени од стране совјетских научника 1971. године. Сонда Марс 3 је имала пречник 1,2 m, масу од 358 kg, а са термичким штитом пречника 2,9 m и укупно 1210 kg. Она је брзином од 5,7 km/s ушла у Марсову атмосферу, обавила аерокочење, одбацила термички штит, отворила падобран и обавила завршно кочење ретроракетама. Нажалост, после мање од 20 секунди, емитовање са површине је нагло прекинуто. Следећи покушај је објављен 1974. године сондом Марс 6 приближно исте Масе и величине. Све фазе при уласку у атмосферу су успешно обављене и сонда је, током спуштања слала сигнале 150 секунди да би, у тренутку контакта са тлом, нагло отказала. После овог неуспеха, Совјетски Савез више није слао сонде на Марс. Године 1976. су америчке сонде Викинг 1 и Викинг 2 обавиле прво успешно слетање на Марсову површину.

## Покренута научна лабораторија
NASA је имала само један неуспех у спуштању сонди на Марс - једна од сонди, сонда Мрас Полар се разбила 1999. у покушају да слети на површину Марса. Неуспех је објашњен природом терена на који је требало да слети, падом у неку пукотину или растресит материјал. Спуштање Ровера Кјуриозити 2012. у кратер Гале представљало је битан технички напредак. Пречник капсуле је износио 4,5 m, при уласку у атмосферу Марса, њена тежина је била 3150 kg, а брзина око 6,1 km/s. Успешно су обављени сви елементи EDL процедуре: на висини од 12 km одбачени су баластни тегови 6*25 kg, чиме је центар маса враћен у осу капсуле, а потом се отворио падобран на висини од 10 km, при брзини од 500 m/s (брзина звука у Марсовој хладној угљендиоксидној атмосфери је око 250 m/s). Мисија спуштања ровера Кјурозити који је имао масу од 89 kg, има неколико праваца техничког напретка у односу на претходнике: капсула која се састоји од аероштита масе 385 kg и задњег штита масе 349 kg је не само већа већ је и направљена од материјала термичких и механичких својстава.
Слетни одсек је масе око 1260 kg и са осам ретроракетних мотора, променљивог потиска од 400Н до 3100Н. Руски астрофизичар Гаврил Андрианович Тихов творац је научне дисциплине астробиологије и један од оснивача астрономских наука у Казахстану. Он је предавао астрофизику на Петроградском универзитету, показује важну улогу у развоју планетарних студија. Године 1999. колорфилтер за планетарно посматрање и изоштравање видљивости контраста слике, та техника употребљена је за фотографисање Марса. У то време постојала је хипотеза о Марсовој maria зони зарасој вегатацијом па је тихо безбројно пута снимао спектар Марса тражећи у спектру апсорпцијску траку хлорофила, који је карактеристичан за земаљске биљке. Тихов каже: ...на Марсу где су климатски услови тешки биљке имају плаву сенку. На Земљи где је клима умерена биљке имају зелену боју, а на Венери где је клима врела биљке имају наранџасту боју. 
Академија наука KazSSR је организовала сектор астроботанике на челу са Тиховим. Особље сектора за астроботанику и млади постдипломски биолози и физичари спроводили су опсежна истраживања карактеристика биљака и површина под поврћем, укључене су и експедициона истраживања у зонама са тешким климатским условима (високе планине Памира и Субартичке тундре). Први циљ је био да се нађу биљни организми који би се прилагодили на тешке животне услове као што су ниске температуре, недостатак кисеоника. Пронађени су докази да на ниским температурама апсорпцијска трака хлорофила постаје више проширена или нестаје потпуно, то је служило као аргумент за постојање биљака на Марсу. Тихов је предложио хипотезу да се биљке могу прилагодити на тешке климатске услове, променом сопствених оптичких карактеристика и повећати (смањити) апсорпцију сунчевог зрачења. Тихов је био противник геоцентризма у научним истраживањима, тврдио је да је живот много више распрострањена појава у свемиру.